# Devlet IV Giray
Devlet IV Giray, född 1730, död 1780, var Krimkhanatets khan mellan 1769 och 1770 samt mellan 1775 och 1777. 